# Samuel Goode

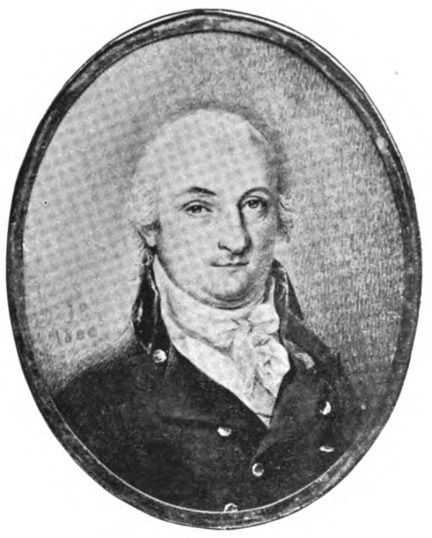
Samuel Goode

Samuel Goode (* 21. März 1756 im Chesterfield County, Colony of Virginia; † 14. November 1822 bei Invermay, Virginia) war ein US-amerikanischer Politiker. Zwischen 1799 und 1801 vertrat er den Bundesstaat Virginia im US-Repräsentantenhaus.

## Werdegang
Samuel Goode besuchte die öffentlichen Schulen seiner Heimat. Nach einem anschließenden Jurastudium und seiner Zulassung als Rechtsanwalt begann er in diesem Beruf zu arbeiten. In den 1770er Jahren schloss er sich der amerikanischen Revolution an und nahm am Unabhängigkeitskrieg teil. Dabei war er zunächst Leutnant der Reiterei im Chesterfield County und später Oberst der Miliz. Nach dem Krieg schlug er eine politische Laufbahn ein. Zwischen 1778 und 1785 saß er im Abgeordnetenhaus von Virginia. Ende der 1790er Jahre schloss er sich der von Thomas Jefferson gegründeten Demokratisch-Republikanischen Partei an.
Bei den Kongresswahlen des Jahres 1798 wurde Goode im achten Wahlbezirk von Virginia in das damals noch in Philadelphia tagende US-Repräsentantenhaus gewählt, wo er am 4. März 1799 die Nachfolge von Thomas Claiborne antrat. Bis zum 3. März 1801 konnte er eine Legislaturperiode im Kongress absolvieren. In dieser Zeit wurde die neue Bundeshauptstadt Washington, D.C. bezogen. Nach dem Ende seiner Zeit im US-Repräsentantenhaus trat Samuel Goode politisch nicht mehr in Erscheinung. Er starb am 14. November 1822 auf seinem Anwesen im Mecklenburg County.